# دانيال بيترسون
دانيال بيترسون هو لاعب هوكي الجليد سويدي، ولد في 19 يونيو 1969 في السويد.

## وصلات خارجية
- دانييل بيترسون على موقع EliteProspects.com (الإنجليزية)